# Opius parkercreekensis
Opius parkercreekensis är en stekelart som beskrevs av Fischer 1964. Opius parkercreekensis ingår i släktet Opius och familjen bracksteklar. Inga underarter finns listade i Catalogue of Life.